# Simlinge kyrka
Simlinge kyrka är en kyrkobyggnad i Simlinge på Söderslätt i Skåne. Den tillhör Dalköpinge församling i Lunds stift.

## Kyrkobyggnaden
Kyrkan tillkom i slutet av 1100-talet eller början av 1200-talet. På 1400-talet ersattes kyrkorummets platta trätak med korsvalv i koret och tre valv i långhuset. Kyrktornet uppfördes 1852 och ersatte en tidigare klockstapel.

## Interiör
- Altartavlan visar den första nattvarden.
- Predikstolen är från 1623.

### Orgel
- Tidigare användes ett harmonium i kyrkan.
- Den nuvarande orgeln byggdes 1972 av J. Künkels Orgelverkstad AB, Lund och är en mekanisk orgel.

| Huvudverk I  | Svällverk II      | Pedal      | Koppel |
| Gedackt 8´   | Rörflöjt 8´       | Subbas 16´ | I/P    |
| Principal 4' | Koppeflöjt 4'     |            | II/P   |
|              | Principal 2'      |            | II/I   |
|              | Crescendosvällare |            |        |